# Eulamprus amplus
Eulamprus amplus är en ödleart som beskrevs av  Jeanette Adelaide Covacevich och MCDONALD 1980. Eulamprus amplus ingår i släktet Eulamprus och familjen skinkar. Inga underarter finns listade i Catalogue of Life.